# Les Îles (Metz)
Pour les articles homonymes, voir Les Îles.
Le quartier des Îles est un quartier administratif de la ville de Metz. Situé au nord de la ville, il comprend un ensemble de zones situées sur les îles entre les bras de la Moselle. Sont regroupés dans ce secteur :
- l’île Chambière, avec les quartiers du Pontiffroy et de Saint-Vincent ;
- l’île du Grand-Saulcy (plus souvent appelée île du Saulcy), où est implanté un campus de l’université de Lorraine ; elle est également parfois appelée « île de la saucisse » par les étudiants, par plaisanterie.
- l’île, formée par le canal de Metz, et le quartier Fort-Moselle.

## Géographie

### Localisation

#### Communes limitrophes
| Metz quartier Devant-les-Ponts | La Maxe                   | Saint-Julien-lès-Metz     |
| Le Ban-Saint-Martin            | Les Îles                  | Metz quartier Bellecroix  |
| Longeville-lès-Metz            | Metz quartier Metz-Centre | Metz quartier Metz-Centre |

### Hydrographie
Le quartier s’étend des bras de la Moselle aux canaux aménagés.

### Transports
Le quartier des Îles est desservi par de nombreux bus dont les deux lignes du Mettis, ainsi que le L3, L4 ou encore L5. La fréquence des bus varie de 10 min pour les Mettis, et jusqu’à 60 min pour les Proxis.

## Histoire
Le toponyme Saulcy pourrait renvoyer à un lieu planté de saules en bord de Moselle (salica, du latin salix), ou du nom d’un domaine gallo-romain (tiré de son propriétaire, Salvius, d’où Salviacum). Cet indices nous mettent sur la voie d’une île déjà connue et utilisée dès l’Antiquité ou le début du Moyen Âge pour transiter d’une rive de la Moselle à l’autre.
Sous l’ancien régime, trois paroisses de la ville de Metz occupaient le sud de l’île : Saint-Marcel, la plus au sud, Saint-Livier, au centre, et Saint-Georges, vers le nord, débouchant sur le pont du même nom (d’après les plans de Metz du XVIIe et du XVIIIe siècle).
Du côté sud-est de l’île du Saulcy, l’île du Petit-Saulcy était divisée entre deux paroisses voisines, ce qui suggère qu’à haute époque, des ponts la joignaient au Grand-Saulcy vers le nord-ouest comme au centre-ville vers le sud-est, selon un axe qui traversait l’actuelle préfecture.
Les travaux de fortifications du XVIIIe siècle menés à l’ouest et au nord de l’Île du Saulcy ont profondément modifié l’aspect de cette partie nord-ouest de l’île que les gravures du XVIIe siècle dépeignent comme étant restée relativement rurale jusque-là, à l’exception des quartiers des trois paroisses mentionnées plus haut (cf les gravures et les plans du XVIIe siècle).
Le quartier avait un rôle défensif à l’époque de Louis XIV et Vauban car il se trouvait à la porte de Metz.
L’île du Saulcy est alors devenue en partie un terrain militaire, réaménagé sous Napoléon III, dans les années 1850. On y découvre encore des vestiges de fossés et après le pont, sur la gauche, les bâtiments d’une ancienne poudrière.
Le quartier des îles a dans son territoire la haute administration messine avec la préfecture, le conseil général et le conseil régional de Lorraine.
En tout 20 ponts structurent le quartier.

## Démographie
Sur l’île du Grand-Saulcy (plus souvent appelée île du Saulcy), se situent aussi des logements du CROUS de Metz. Plus de 1 000 étudiants de toutes nationalités y habitent dans les 7 bâtiments du campus de Saulcy.

## Curiosités, lieux et monuments
L’île du Petit-Saulcy appartient administrativement au quartier Metz-Centre.
Le pont des Morts relie le Fort-Moselle à l’île Chambière et donne sur la rue du Pont des Morts puis sur le Moyen pont jusqu’au centre-ville.

### Île du Saulcy
L’île du Saulcy est restée longtemps une emprise de l’armée, qui y a construit quelques bâtiments parfois réhabilités aujourd’hui. On peut voir encore des allées cavalières arborées de marronniers, près de la bibliothèque universitaire. Au XIXe siècle, le général Poncelet, créateur d’une roue à aubes, avait sur l’ile son laboratoire d’hydraulique.
- bassin et barrage de la Pucelle du côté est de la Moselle, vers le Saulcy ; une digue est présente depuis 1450, son nom vient de celui d’un couvent établit à proximité au XIe siècle et détruit cinq siècles plus tard. Un bassin d’eau vive de classe II et passage III du même nom a été mis en service en 1985 ; il s’agit du seul bassin à avoir un niveau d’eau constant même en période de sécheresse dans un rayon de 500 km hormis ceux équipés de pompes.
- rucher-école : inauguré le 12 septembre 1987 avec l’aide du Conseil général, de la ville, de l’université et du syndicat national d’apiculture, il accueille des scolaires et forme une vingtaine d’apiculteurs chaque année[8].
- ponts autoroutiers A31.
- campus du Saulcy dépendant de l’université de Lorraine :
  - maison de l’Université : présidence et services centraux, bureau de la vie doctorale ;
  - mission étudiante centre Robert-Schuman ;
  - service d’information et d’orientation universitaire ;
  - laboratoire de mathématiques et d’applications de Metz ;
  - Institut supérieur de génie mécanique et de productique (ISGMP), laboratoire d’étude des textures et application aux matériaux (LETAM), fédération de recherche Metz génie industriel mécanique matériaux[9] (GI2M), trois bâtiments (salle Ferrari) ;
  - service audiovisuel et média ;
  - service des relations internationales ;
  - maison de l’Étudiant ;
  - théâtre du Saulcy, espace Bernard-Marie-Koltès ;
  - restaurant universitaire Arthur-Rimbaud, service administratif du CLOUS ;
  - institut universitaire de technologie de Metz (IUT Metz) ;
  - bibliothèque universitaire du Saulcy, 1970-1971 ;
  - service universitaire de médecine préventive et de promotion de la santé (SUMPSS) ;
  - unité de formation et de recherche mathématique, informatique, mécanique et automatique (UFR MIMA) ;
  - unité de formation et de recherche sciences humaines et sociales (UFR SHS) ;
  - unité de formation et de recherche arts, lettres et langues (UFR ALL) ;
  - unité de formation et de recherche droit, économie et administration (UFR Droit) ;
  - laboratoires ;
  - amphithéâtre Victor-Demange ;
  - amphithéâtre François-Yves-LeMoigne ;
  - résidence universitaire du Saulcy (cité universitaire), brasserie Charles-Baudelaire ;
  - service universitaire des activités physiques et sportives (SUAPS), terrains de sport (tennis, football).

### Île Chambière
- caserne Séré-de-Rivières et terrains militaires (ancienne caserne Chambière) : occupent les deux-tiers nord de l’île.
- cimetière Chambière.
- ancienne gare de Metz-Chambière.
- caserne Riberpray.
- manufacture des tabacs : s’inscrivant dans un programme de rénovation urbaine présenté comme « nouvelles sources de travail et de bien-être des populations nécessiteuses[notes 2] », la manufacture aux proportions impressionnantes, est construite par Eugène Rolland sur les terrains militaires du front Saint-Vincent et ouvre ses portes en 1868. L’usine est cachée derrière un haut mur en façade qui donne sur la rue face à l’église Saint-Vincent. L’usine ferme en juin 2010. Une association des "Amis des manufactures de tabacs et allumettes messines" propose de découvrir l’histoire de la manufacture lors des journées du patrimoine 2010[10].
- hôpital Belle-Isles.
- square du Luxembourg.
- piscine et gymnase du Square-du-Luxembourg.
- camping municipal.
- ancien abattoir, abritant le centre de maintenance TCRM puis un lieu de création, de production, d’innovation artistique nommé « Tcrm-Blida ».

#### Quartier Pontiffroy
- église Saint-Clément.
- hôtel de Région, situé dans l’ancienne abbaye bénédictine Saint-Clément.
- hôtel d'Arros.
- médiathèque du Pontiffroy.
- place d’Arros ; place Valladdier ; place Gabriel-Hocquard ; place Saint-Clément.
- square Alexis-de-Tocqueville.

#### Quartier Saint-Vincent
- Ancienne caserne du Cloître, rue Saint-Marcel, 1663 : deux portes Louis XIII encastrées classées monument historique depuis le 30 mars 1926[11].
- Lycée Fabert, 1803, ancienne abbaye Saint-Vincent, chapelle Sainte-Constance.
- Ensemble scolaire Anne-de-Méjanès.
- École primaire Les Îles.
- port Saint-Marcel.

### Île Fort-Moselle
- ancien fort Moselle, XVIIIe siècle :
  - hôpital militaire du Fort Moselle, 1734 ;
  - caserne d’infanterie, 1734 ;
  - caserne de cavalerie, 1753 ;
- église Saint-Simon-et-Saint-Jude ;
- place de France ;
- lycée Louis-de-Cormontaigne ;
- pont du Canal, pont de Thionville, pont Elbé, pont Jean-Monnet.

### Édifices religieux
- abbaye Saint-Vincent ;
- église Saint-Clément ;
- église Saint-Livier ;
- église Saint-Simon-et-Saint-Jude ;
- tour restante du temple de Garnison.

## Personnalités liées au quartier
- Louis de Cormontaigne a fortifié l’île Fort-Moselle, le lycée porte son nom.
- Jean-François Pilâtre de Rozier est né sur l’île Fort-Moselle, une rue porte son nom.